# Chambretaud
Chambretaud ist eine Ortschaft und eine ehemalige französische Gemeinde mit 1.564 Einwohnern (Stand: 1. Januar 2022) im Département Vendée in der Region Pays de la Loire. Sie war Teil des Arrondissements La Roche-sur-Yon und des Kantons Mortagne-sur-Sèvre. Die Einwohner werden Chambretaudais genannt.
Mit Wirkung vom 1. Januar 2019 wurden die ehemaligen Gemeinden Chambretaud und La Verrie zur Commune nouvelle Chanverrie zusammengeschlossen und haben in der neuen Gemeinde der Status einer Commune déléguée. Der Verwaltungssitz befindet sich im Ort La Verrie.

## Geografie
Chambretaud liegt etwa 45 Kilometer nordöstlich von La Roche-sur-Yon. Der Crûme entspringt im Norden der Gemeinde. Umgeben wird Chambretaud von den Ortschaften La Verrie im Norden, Saint-Malô-du-Bois im Osten, Les Epesses im Südosten, Les Herbiers im Süden und Südwesten sowie La Gaubretière im Westen.
Durch die Ortschaft führt die Route nationale 160 (heutige D160).

## Bevölkerungsentwicklung
| Jahr                      | 1962  | 1968  | 1975  | 1982  | 1990  | 1999  | 2006  | 2013  |
| Einwohner                 | 1.135 | 1.176 | 1.206 | 1.237 | 1.310 | 1.275 | 1.402 | 1.538 |
| Quelle: Cassini und INSEE |       |       |       |       |       |       |       |       |

## Sehenswürdigkeiten
- Kirche Notre-Dame-de-la-Nativité, seit 2007 Monument historique
- Kapelle Notre-Dame-de-Lourdes
- Kapelle Place de Suyrot aus dem 19. Jahrhundert
- Schloss Boisniard, 1407 erbaut
- Schloss Le Gastière aus dem 17. Jahrhundert mit Park und See
- Großer Park in Le Puy du Fou

## Persönlichkeiten
- Cédric Ferchaud (* 1980), Basketballspieler